# خاچیک خاچاطریان
خاچیک بادالی خاچاطریان (ارمنی: Խաչիկ Բադալի Խաչատրյան؛  زادهٔ ۱۹۲۴ - درگذشته ۲۰۰۰) نوازنده دودوک اهل ارمنستان بود.  وی بین سال‌های - تا - میلادی فعالیت می‌کرد.

## زندگی‌نامه
وی در ۱۹۲۴ در بجنی به دنیا آمد . وی در گروه سازهای محلی رادیو ملی ارمنستان، کالج دولتی موسیقی رومانوس ملیکیان فعالیت می‌کرد. همچنین برندهٔ جوایزی همچون هنرمند شایسته ارمنستان شوروی (۱۹۷۸) شده است. وی در ۲۰۰۰ در سن ۷۶ سالگی در ایروان درگذشت.